# Косанд-Бей
Ко́санд-Бей — бухта на Корнуэльской (западной) стороне входа в залив Плимут-Саунд. Названа по близлежащей деревне Косанд. До середины XIX века была аванпортом Плимута.

## Харакатеристика
С запада вдается примерно на 0,8 мили в берег Корнуолла. С востока открыта, примыкает к рекомендованному судовому ходу, ведущему в Плимут и Девонпорт. Ограничена с севера полуостровом Эджкомб, с юга мысом Пенли-Пойнт. Наибольшая ширина 1,6 мили. Площадь акватории около 3 кв. миль, глубины от 0,8 до 15 м. Прилив полусуточный, правильный, высота от 1,8 до 5,1 м.
Грунт — илистая галька, в вершине бухты — песок. Берега в основном обрывистые, каменистые и меловые. В вершине бухты имеется песчаный пляж шириной около 250 м.
Имеет оборудованные бочками якорные стоянки с глубинами 6−12 м (используются по большей части маломерными судами). Дает удовлетворительное укрытие от преобладающих W и SW ветров.

## Значение
Во времена парусного флота вход в длинный и извилистый Плимут-саунд представлял собой долгую (иногда сутки и более) эволюцию. Поэтому бухта широко использовалась как аванпорт, для стоянки укрывающихся от погоды кораблей, подготовки ко втягиванию в Плимут, или наоборот как остановка перед выходом в Канал.
С переходом флота на механические двигатели и сооружением в 1812−1844 годах волнолома, вся нижняя часть Плимут-саунд превратилась в аванпорт, а бухта потеряла прежнее значение.
Бухта входила с систему береговой обороны Плимута. Над бухтой с 1779 года имелась береговая батарея в 10 пушек, в 1860 году на её месте построен форт Косанд (50°19′56″ с. ш. 04°12′09″ з. д.), а у северного края бухты форт Пиклкомб, прикрывавший вход в акваторию порта. После 1926 года форт Косанд был упразднён, но земляные укрепления и часть построек сохранились, и используются как общественные здания. Здания, как и пляж, являются собственностью парных деревень Косанд и Кингсанд, выходящих на бухту.

## Экономика
Экономика основывается полностью на туризме. Насколько небольших гостиниц, пансионатов и таверн, парки и пляж обслуживают в основном сезонных отдыхающих.